# بروملی
longitudeبروملیlatitudeبروملی
بروملی (به انگلیسی: Bromley) یک ناحیه در لندن است که در منطقه بروملی لندن واقع شده‌است.

## خصوصیات
بروملی ۱۶٬۸۲۶ نفر جمعیت دارد.